# Ватанабе Сін'ітіро
Сін'ітіро Ватанабе (яп. 渡辺 信一郎, Ватанабе Сін'ітіро:, нар. 24 травня 1965) — японський режисер-аніматор, сценарист та продюсер. Прославився після того, як створив успішні аніме-серіали Cowboy Bebop та Samurai Champloo.

## Біографія
Син'ітіро Ватанабе народився 24 травня 1965 року у префектурі Кіото. Він приєднався до студії Sunrise у середині 1980-х та працював там як режисер серії та розкадровник. Його режисерський дебют відбувся у 1994 році, коли він сумісно з Сьодзі Каваморі режисував Макросс Плюс. У 1998 році він режисував аніме-серіал Cowboy Bebop, після виходу якого Ватанабе отримав як національне, так і міжнародне визнання.

## Фільмографія
- Макросс Плюс (1994, сумісно з Сьодзі Каваморі)
- Cowboy Bebop (1998)
- Samurai Champloo (2004—2005)
- Sakamichi no Apollon (2012)
- Space Dandy (2014)
- Zankyou no Terror (2014)
- Carole & Tuesday (2019)
- Lazarus (2025)

### OVA
- The Animatrix (2003, режисер «Detective's Story» і «Kid's Story»)
- Той, хто біжить по лезу 2049: Відключення 2022 (2017, режисер короткометрівки)[1]